# Liste deutscher U-Boote (1935–1945)/U 1501–U 4870
Deutsche U-Boote (1935–1945):
U 1–U 250 | U 251–U 500 | U 501–U 750 | U 751–U 1000 | U 1001–U 1250 | U 1251–U 1500 | U 1501–U 4870

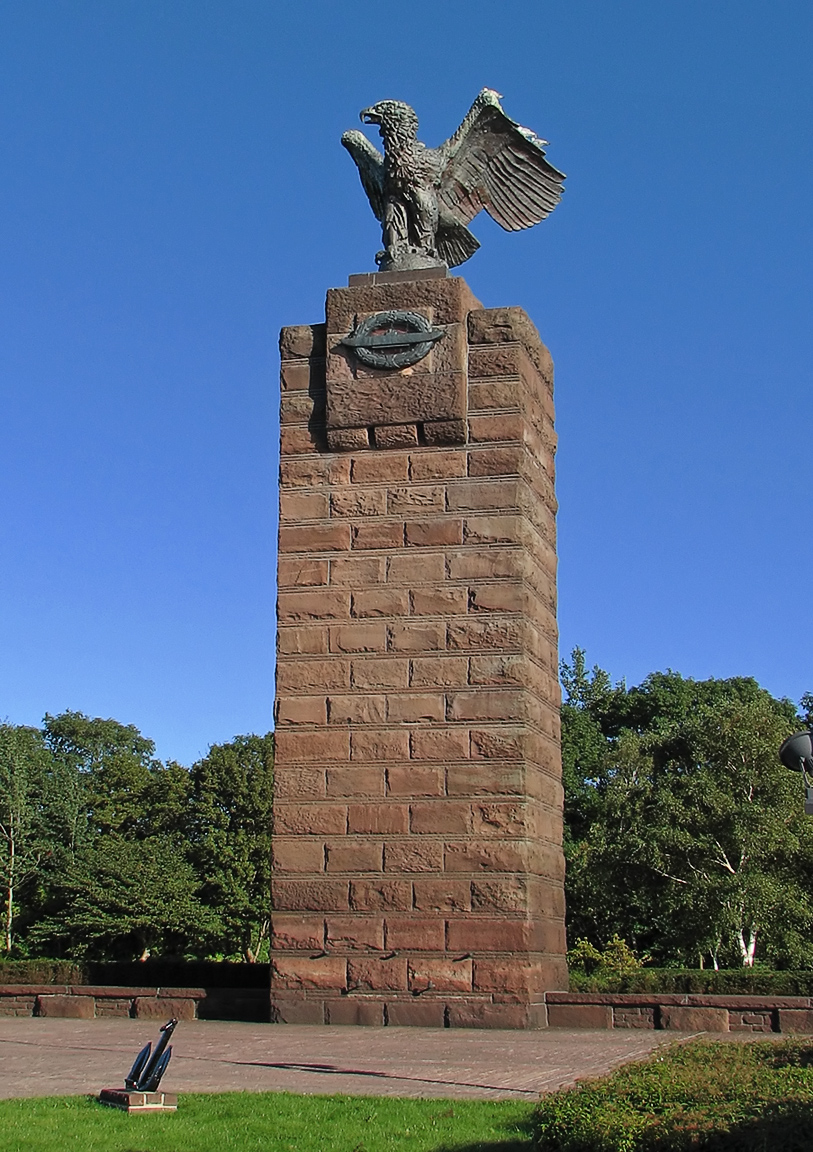
U-Boot-Ehrenmal Möltenort

Die Liste deutscher U-Boote (1935–1945)/U 1501–U 4870 verzeichnet die von der Kriegsmarine im Zweiten Weltkrieg eingesetzten und geplanten U-Boote.

## Legende
Zum Schicksal der U-Boote (Stichdatum 8. Mai 1945).
- † = durch Feindeinwirkung zerstört
- ? = im Einsatz vermisst
- § = vom Feind aufgebracht, gekapert oder erbeutet
- × = Unfall oder von der Mannschaft versenkt
- A = Außerdienststellung (verschrottet, abgewrackt oder einer anderen Verwendung zugeführt)

## U 1500–U 2000
| Schiff          | Klasse  | Indienststellung | Außerdienststellung |  | Bemerkung |
| --------------- | ------- | ---------------- | ------------------- |  | --- |
| U 1501 – U 1542 | IX C40  |                  |                     |  | Bau am 27. Mai 1944 abgebrochen                                                                                              |
| U 1543 – U 1600 |         |                  |                     |  | Bauauftrag nicht vergeben |
| U 1601 – U 1615 | XX      |                  |                     |  | Bau am 27. Mai 1944 abgebrochen                                                                                              |
| U 1616 – U 1700 | XX      |                  |                     |  | Bauauftrag nicht vergeben |
| U 1701 – U 1715 | XX      |                  |                     |  | Bau am 27. Mai 1944 abgebrochen                                                                                              |
| U 1716 – U 1800 | XX      |                  |                     |  | Bauauftrag nicht vergeben |
| U 1801 – U 1804 | VII C41 |                  |                     |  | Am 22. März 1943 in Auftrag gegeben. Bau noch vor Beginn am 30. September 1943 ausgesetzt und am 22. Juli 1944 abgebrochen   |
| U 1805 – U 1822 | VII C42 |                  |                     |  | Bau am 30. September 1943 abgebrochen                                                                                        |
| U 1823 – U 1828 | VII C41 |                  |                     |  | Am 3. Juli 1943 in Auftrag gegeben. Bau noch vor Beginn am 30. September 1943 ausgesetzt und am 6. November 1943 abgebrochen |
| U 1829 – U 1900 |         |                  |                     |  | Bauauftrag nicht vergeben |
| U 1901 – U 1904 | VII C42 |                  |                     |  | Bau am 30. September 1943 abgebrochen                                                                                        |
| U 1905 – U 2000 |         |                  |                     |  | Bauauftrag nicht vergeben |

## U 2001–U 2500
| Schiff          | Klasse   | Indienststellung | Außerdienststellung |   | Bemerkung |
| --------------- | -------- | ---------------- | ------------------- | - | --- |
| U 2001 – U 2004 | VII C/42 |                  |                     |   | Bau am 30. September 1943 abgebrochen |
| U 2005 – U 2100 |          |                  |                     |   | Bauauftrag nicht vergeben |
| U 2101 – U 2104 | VII C/42 |                  |                     |   | Bau am 30. September 1943 abgebrochen |
| U 2105 – U 2110 |          |                  |                     |   | Bauauftrag nicht vergeben |
| U 2111 – U 2200 | XXVII A  |                  |                     |   | Kleinst-U-Boote |
| U 2201 – U 2204 | XIV      |                  |                     |   | Bau abgebrochen |
| U 2205 – U 2300 | XXVII A  |                  |                     |   | Kleinst-U-Boote |
| U 2301 – U 2318 | VII C/42 |                  |                     |   | Bau am 30. September 1943 abgebrochen |
| U 2319 – U 2320 |          |                  |                     |   | Bauauftrag nicht vergeben |
| U 2321          | XXIII    | 12. Juni 1944    | 8. Mai 1945         | § | Erstes Boot der Klasse XXIII. In Kristiansand an die Royal Navy übergeben. Im Rahmen der Operation Deadlight bei 56° 10′ N, 10° 5′ W versenkt |
| U 2322          | XXIII    | 1. Juli 1944     | 8. Mai 1945         | A | In Stavanger an die Royal Navy übergeben. Im Rahmen der Operation Deadlight bei 56° 10′ N, 10° 5′ W versenkt |
| U 2323          | XXIII    | 18. Juli 1944    | 26. Juli 1944       | † | Keine Feindfahrten. Westlich von Möltenort bei 54° 23′ N, 10° 11′ O auf eine Mine gelaufen und gesunken (zwei Tote und zwölf Überlebende) |
| U 2324          | XXIII    | 25. Juli 1944    | 8. Mai 1945         | A | In Stavanger an die Royal Navy übergeben. Im Rahmen der Operation Deadlight bei 56° 10′ N, 10° 5′ W versenkt |
| U 2325          | XXIII    | 3. Aug. 1944     | 8. Mai 1945         | A | In Stavanger an die Royal Navy übergeben. Im Rahmen der Operation Deadlight bei 56° 10′ N, 10° 5′ W versenkt |
| U 2326          | XXIII    | 10. Aug. 1944    | 6. Dez. 1946        | × | Am 14. Mai 1945 in Dundee, Schottland an die Royal Navy übergeben und als N 35 in Dienst gestellt. 1946 an Frankreich übergeben und am 6. Dezember 1946 durch einen Unfall vor Toulon gesunken, wurde gehoben und abgebrochen                                |
| U 2327          | XXIII    | 19. Aug. 1944    | 2. Mai 1945         | × | Keine Feindfahrten. In Hamburg von der Mannschaft versenkt, Wrack abgebrochen |
| U 2328          | XXIII    | 25. Aug. 1944    | 8. Mai 1945         | A | In Bergen an die Royal Navy übergeben. Im Rahmen der Operation Deadlight bei 56° 12′ N, 9° 48′ W versenkt |
| U 2329          | XXIII    | 1. Sep. 1944     | 8. Mai 1945         | A | In Stavanger an die Royal Navy übergeben. Im Rahmen der Operation Deadlight bei 56° 10′ N, 10° 5′ W versenkt |
| U 2330          | XXIII    | 7. Sep. 1944     | 3. Mai 1945         | × | In Kiel von der Mannschaft versenkt, Wrack abgebrochen |
| U 2331          | XXIII    | 12. Sep. 1944    | 10. Okt. 1944       | × | Keine Feindfahrten. Durch einen Unfall nahe Hela gesunken (15 Tote und vier Überlebende). Später gehoben und nach Gotenhafen geschleppt. Weiteres Schicksal unbekannt                                                                                        |
| U 2332          | XXIII    | 13. Nov. 1944    | 3. Mai 1945         | × | Keine Feindfahrten. In Hamburg von der Mannschaft versenkt, Wrack abgebrochen |
| U 2333          | XXIII    | 18. Dez. 1944    | 5. Mai 1945         | × | Keine Feindfahrten. In der Geltinger Bucht bei Flensburg von der Mannschaft versenkt, Wrack abgebrochen |
| U 2334          | XXIII    | 21. Sep. 1944    | 8. Mai 1945         | A | In Kristiansand an die Royal Navy übergeben. Im Rahmen der Operation Deadlight bei 56° 10′ N, 10° 5′ W versenkt |
| U 2335          | XXIII    | 27. Sep. 1944    | 8. Mai 1945         | A | In Kristiansand an die Royal Navy übergeben. Im Rahmen der Operation Deadlight bei 56° 10′ N, 10° 5′ W versenkt |
| U 2336          | XXIII    | 30. Sep. 1944    | 15. Mai 1945        | A | In Kiel an die Royal Navy übergeben. Im Rahmen der Operation Deadlight bei 56° 6′ N, 9° 0′ W versenkt. |
| U 2337          | XXIII    | 4. Okt. 1944     | 8. Mai 1945         | A | Keine Feindfahrten. In Kristiansand an die Royal Navy übergeben. Im Rahmen der Operation Deadlight bei 56° 10′ N, 10° 5′ W versenkt |
| U 2338          | XXIII    | 9. Okt. 1944     | 4. Mai 1945         | † | Keine Feindfahrten. Ostnordöstlich von Fredericia von einem britischen Flugzeug vom Typ Bristol Beaufighter versenkt (zwölf Tote und ein Überlebender). 1952 gehoben und abgebrochen                                                                         |
| U 2339          | XXIII    | 16. Nov. 1944    | 5. Mai 1945         | × | Keine Feindfahrten. In der Geltinger Bucht bei Flensburg von der Mannschaft versenkt, Wrack abgebrochen |
| U 2340          | XXIII    | 16. Okt. 1944    | 30. März 1945       | † | Keine Feindfahrten. In Hamburg durch Bomben versenkt, Wrack abgebrochen |
| U 2341          | XXIII    | 21. Okt. 1944    | 8. Mai 1945         | A | Keine Feindfahrten. In Wilhelmshaven an die Royal Navy übergeben. Im Rahmen der Operation Deadlight bei 55° 44′ N, 8° 19′ W versenkt |
| U 2342          | XXIII    | 1. Nov. 1944     | 26. Dez. 1944       | † | Keine Feindfahrten. Nördlich von Swinemünde bei 54° 1′ 8″ N, 14° 15′ 20″ O auf eine Mine gelaufen und gesunken (7 Tote). Vermutlich 1954 gesprengt und weiter abgebrochen                                                                                    |
| U 2343          | XXIII    | 6. Nov. 1944     | 5. Mai 1945         | × | Keine Feindfahrten. In oder nahe der Geltinger Bucht bei Flensburg von der Mannschaft versenkt, Wrack abgebrochen |
| U 2344          | XXIII    | 10. Nov. 1944    | 18. Feb. 1945       | × | Keine Feindfahrten. Nördlich von Heiligendamm nach Kollision mit U 2336 gesunken (elf Tote und drei Überlebende). 1956 gehoben und später in Rostock auf der Neptun Werft abgebrochen                                                                        |
| U 2345          | XXIII    | 15. Nov. 1944    | 8. Mai 1945         | A | Keine Feindfahrten. In Stavanger an die Royal Navy übergeben. Im Rahmen der Operation Deadlight bei 56° 10′ N, 10° 5′ W versenkt. |
| U 2346          | XXIII    | 20. Nov. 1944    | 5. Mai 1945         | × | Keine Feindfahrten. In der Geltinger Bucht bei Flensburg von der Mannschaft versenkt, Wrack abgebrochen |
| U 2347          | XXIII    | 2. Dez. 1944     | 5. Mai 1945         | × | Keine Feindfahrten. In der Geltinger Bucht bei Flensburg von der Mannschaft versenkt, Wrack abgebrochen |
| U 2348          | XXIII    | 4. Dez. 1944     | 8. Mai 1945         | × | Keine Feindfahrten. In Stavanger an die Royal Navy übergeben. In Belfast 1949 abgebrochen |
| U 2349          | XXIII    | 11. Dez. 1944    | 8. Mai 1945         | × | Keine Feindfahrten. In der Geltinger Bucht bei Flensburg selbst versenkt, Wrack abgebrochen |
| U 2350          | XXIII    | 23. Dez. 1944    | 8. Mai 1945         | A | Keine Feindfahrten. In Kristiansund an die Royal Navy übergeben. Im Rahmen der Operation Deadlight bei 56° 10′ N, 10° 5′ W versenkt |
| U 2351          | XXIII    | 30. Dez. 1944    | 1. Apr. 1945        | A | Nach Beschädigung durch Bomben außer Dienst gestellt. Im Rahmen der Operation Deadlight bei 55° 50′ N, 8° 20′ W versenkt |
| U 2352          | XXIII    | 11. Jan. 1945    | 5. Mai 1945         | × | Keine Feindfahrten. Im Höruper Haff selbst versenkt, Wrack abgebrochen |
| U 2353          | XXIII    | 9. Jan. 1945     | 8. Mai 1945         | A | Keine Feindfahrten. In Kristiansand an die Royal Navy übergeben. 1947 an die Sowjetunion überstellt. 1963 abgebrochen |
| U 2354          | XXIII    | 11. Jan. 1945    | 8. Mai 1945         | A | Keine Feindfahrten. In Kristiansund an die Royal Navy übergeben. Im Rahmen der Operation Deadlight bei 56° 0′ N, 10° 5′ W versenkt |
| U 2355          | XXIII    | 12. Jan. 1945    | 3. Mai 1945         | × | Keine Feindfahrten. Nordwestlich von Laboe bei 54° 24′ 24″ N, 10° 12′ 0″ O selbst versenkt |
| U 2356          | XXIII    | 12. Jan. 1945    | 8. Mai 1945         | A | Keine Feindfahrten. In Kristiansund an die Royal Navy übergeben. Im Rahmen der Operation Deadlight bei 55° 50′ N, 8° 20′ W versenkt |
| U 2357          | XXIII    | 13. Jan. 1945    | 5. Mai 1945         | × | Keine Feindfahrten. In der Geltinger Bucht bei Flensburg selbst versenkt, Wrack abgebrochen |
| U 2358          | XXIII    | 16. Jan. 1945    | 5. Mai 1945         | × | Keine Feindfahrten. In der Geltinger Bucht bei Flensburg selbst versenkt, Wrack abgebrochen |
| U 2359          | XXIII    | 16. Jan. 1945    | 2. Mai 1945         | † | Keine Feindfahrten. Im Kattegat bei 57° 29′ N, 11° 24′ O von mehreren Flugzeugen des Typs De Havilland DH.98 Mosquito mit Raketen versenkt (alle 12 Mann tot)                                                                                                |
| U 2360          | XXIII    | 23. Jan. 1945    | 5. Mai 1945         | × | Keine Feindfahrten. In der Geltinger Bucht bei Flensburg selbst versenkt, Wrack abgebrochen |
| U 2361          | XXIII    | 3. Feb. 1945     | 8. Mai 1945         | A | Keine Feindfahrten. In Kristiansund an die Royal Navy übergeben. Im Rahmen der Operation Deadlight bei 56° 10′ N, 10° 5′ W versenkt |
| U 2362          | XXIII    | 5. Feb. 1945     | 5. Mai 1945         | × | Keine Feindfahrten. In der Geltinger Bucht bei Flensburg selbst versenkt, Wrack abgebrochen |
| U 2363          | XXIII    | 5. Feb. 1945     | 8. Mai 1945         | A | Keine Feindfahrten. In Kristiansund-Süd an die Royal Navy übergeben. Im Rahmen der Operation Deadlight bei 56° 10′ N, 10° 5′ W versenkt |
| U 2364          | XXIII    | 14. Feb. 1945    | 5. Mai 1945         | × | Keine Feindfahrten. In der Geltinger Bucht bei Flensburg selbst versenkt, Wrack abgebrochen |
| U 2365          | XXIII    | 2. März 1945     | 14. Sep. 1966       | × | Keine Feindfahrten. Am 8. Mai 1945 nordwestlich der Insel Anholt selbst versenkt. 1956 gehoben und ab 15. August 1957 als U-Hai im Dienst der Bundesmarine. 1966 in der Nordsee gesunken. Später gehoben und abgebrochen                                     |
| U 2366          | XXIII    | 10. März 1945    | 5. Mai 1945         | × | Keine Feindfahrten. In der Geltinger Bucht bei Flensburg selbst versenkt, Wrack abgebrochen |
| U 2367          | XXIII    | 17. März 1945    | 30. Sep. 1968       | A | Keine Feindfahrten. Am 5. Mai 1945 nach Kollision im Großen Belt gesunken. 1956 gehoben und ab 1. Oktober 1957 als U Hecht im Dienst der Bundesmarine. In Kiel 1969 abgebrochen                                                                              |
| U 2368          | XXIII    | 11. Apr. 1945    | 5. Mai 1945         | × | Keine Feindfahrten. In der Geltinger Bucht bei Flensburg selbst versenkt, Wrack abgebrochen |
| U 2369          | XXIII    | 18. Apr. 1945    | 5. Mai 1945         | × | Keine Feindfahrten. In der Geltinger Bucht bei Flensburg selbst versenkt, Wrack abgebrochen |
| U 2370          | XXIII    |                  |                     |   | Am 3. Mai 1945 in Hamburg vor Fertigstellung selbst versenkt |
| U 2371          | XXIII    | 24. Apr. 1945    | 3. Mai 1945         | × | Keine Feindfahrten. In Hamburg selbst versenkt, Wrack abgebrochen |
| U 2372 – U 2389 | XXIII    |                  |                     |   | Am 7. Juli 1944 in Auftrag gegeben. Bau noch vor Beginn am 1. Dezember 1944 abgebrochen. Die bereits fertiggestellten Teile dieser U-Boote wurden im Februar 1945 zur Germaniawerft in Kiel transportiert und zum Bau der U-Boote U 4713 – U 4718 verwendet. |
| U 2390 – U 2400 | XXIII    |                  |                     |   | Am 7. Juli 1944 in Auftrag gegeben. Bau noch vor Beginn am 1. Dezember 1944 abgebrochen. |
| U 2401 – U 2404 | XXIII    |                  |                     |   | Nicht fertiggestellt |
| U 2405 – U 2430 | XXIII    |                  |                     |   | Am 20. September 1943 in Auftrag gegeben. Die Kiellegung hat nie stattgefunden |
| U 2431 – U 2432 | XXIII    |                  |                     |   | Nicht fertiggestellt |
| U 2433 – U 2445 | XXIII    |                  |                     |   | Am 20. September 1943 in Auftrag gegeben. Die Kiellegung hat nie stattgefunden |
| U 2446 – U 2460 | XXIII    |                  |                     |   | Am 20. September 1943 in Auftrag gegeben. Der Bau wurde nicht begonnen |
| U 2461 – U 2500 | XXIII    |                  |                     |   | Bauauftrag nicht vergeben |

## U 2501–U 3000
| Schiff          | Klasse | Indienststellung | Außerdienststellung |   | Bemerkung |
| --------------- | ------ | ---------------- | ------------------- | - | --- |
| U 2501          | XXI    | 27. Juni 1944    | 3. Mai 1945         | × | Erstes Boot der Klasse XXI. Keine Feindfahrten. Kurz vor Kriegsende vor dem Bunker Elbe II der Vulkanwerft selbst versenkt. Wrack abgebrochen |
| U 2502          | XXI    | 19. Juli 1944    | 8. Mai 1945         | § | In Horten (Norwegen) an die Royal Navy übergeben. Im Rahmen der Operation Deadlight bei 56° 6′ N, 9° 0′ W versenkt |
| U 2503          | XXI    | 1. Aug. 1944     | 4. Mai 1945         | × | Im Kleinen Belt am 3. Mai 1945 von zwei britischen Flugzeugen vom Typ Bristol Beaufighter schwer beschädigt (13 Tote). Am nächsten Tag bei 55° 37′ N, 10° 0′ O selbst versenkt                                                                           |
| U 2504          | XXI    | 12. Aug. 1944    | 3. Mai 1945         | × | Keine Feindfahrten. Nahe Hamburg selbst versenkt, Wrack abgebrochen |
| U 2505          | XXI    | 7. Nov. 1944     | 3. Mai 1945         | × | Keine Feindfahrten. Kurz vor Kriegsende im Bunker Elbe II der Vulkanwerft selbst versenkt. Wrack später teilweise abgebrochen und 2003 bei der Anlage eines Containerterminals zusammen mit den Resten von Elbe II zugeschüttet.                         |
| U 2506          | XXI    | 31. Aug. 1944    | 8. Mai 1945         | § | In Bergen an die Royal Navy übergeben. Im Rahmen der Operation Deadlight bei 55° 37′ N, 7° 30′ W versenkt |
| U 2507          | XXI    | 8. Sep. 1944     | 5. Mai 1945         | × | Keine Feindfahrten. In der Geltinger Bucht bei Flensburg selbst versenkt, Wrack abgebrochen |
| U 2508          | XXI    | 26. Sep. 1944    | 3. Mai 1945         | × | Keine Feindfahrten. In Kiel selbst versenkt, Wrack abgebrochen |
| U 2509          | XXI    | 21. Sep. 1944    | 8. Apr. 1945        | † | Keine Feindfahrten. In Hamburg durch Bomben versenkt |
| U 2510          | XXI    | 27. Sep. 1944    | 2. Mai 1945         | × | Keine Feindfahrten. In Travemünde selbst versenkt, Wrack abgebrochen |
| U 2511          | XXI    | 29. Sep. 1944    | 8. Mai 1945         | § | In Bergen an die Royal Navy übergeben. Im Rahmen der Operation Deadlight bei 55° 33′ 8″ N, 7° 38′ 7″ W selbst versenkt |
| U 2512          | XXI    | 10. Okt. 1944    | 3. Mai 1945         | × | Keine Feindfahrten. In Eckernförde selbst versenkt, Wrack abgebrochen |
| U 2513          | XXI    | 12. Okt. 1944    | 8. Mai 1945         | § | Keine Feindfahrten. In Horten an die Royal Navy übergeben. Zu Versuchszwecken in die USA überführt und am 7. Oktober 1951 vor Key West, Florida bei 24° 52′ N, 83° 19′ W versenkt. Liegt in einer Tiefe von 75 Meter                                     |
| U 2514          | XXI    | 17. Okt. 1944    | 8. Apr. 1945        | † | Keine Feindfahrten. In Hamburg durch Bomben versenkt, Wrack abgebrochen |
| U 2515          | XXI    | 19. Okt. 1944    | 11. März 1945       | † | Keine Feindfahrten. Lief im Dezember 1944 in der Ostsee auf eine Mine. Während der Reparatur in Hamburg durch Bomben versenkt, Wrack abgebrochen |
| U 2516          | XXI    | 24. Okt. 1944    | 9. Apr. 1945        | † | Keine Feindfahrten. In Kiel durch Bomben versenkt, Wrack abgebrochen |
| U 2517          | XXI    | 31. Okt. 1944    | 5. Mai 1945         | × | Keine Feindfahrten. In der Geltinger Bucht bei Flensburg selbst versenkt, Wrack abgebrochen |
| U 2518          | XXI    | 4. Nov. 1944     | 8. Mai 1945         | § | Keine Feindfahrten. Am 8. Mai 1945 in Horten an die Royal Navy übergeben. Diente 1946 bis 1967 als Q 426 bzw. Roland Morillot in der französischen Marine, 1969 abgebrochen                                                                              |
| U 2519          | XXI    | 15. Nov. 1944    | 3. Mai 1945         | × | Keine Feindfahrten. In Kiel selbst versenkt, Wrack abgebrochen |
| U 2520          | XXI    | 25. Dez. 1944    | 3. Mai 1945         | × | Keine Feindfahrten. In Kiel selbst versenkt, Wrack abgebrochen |
| U 2521          | XXI    | 21. Nov. 1944    | 3. Mai 1945         | † | Keine Feindfahrten. Nahe Flensburg bei 54° 49′ N, 9° 50′ O von britischen Flugzeugen vom Typ Hawker Typhoon mit Raketen versenkt (44 Tote) |
| U 2522          | XXI    | 22. Nov. 1944    | 5. Mai 1945         | × | Keine Feindfahrten. In der Geltinger Bucht bei Flensburg selbst versenkt, Wrack abgebrochen |
| U 2523          | XXI    | 26. Dez. 1944    | 17. Jan. 1945       | † | Keine Feindfahrten. In Hamburg durch Bomben versenkt, Wrack abgebrochen |
| U 2524          | XXI    | 16. Jan. 1945    | 3. Mai 1945         | × | Keine Feindfahrten. Südöstlich von Fehmarn bei 55° 55′ N, 10° 45′ O nach schweren Schäden durch britische Flugzeuge vom Typ Beaufighter selbst versenkt (1 Toter)                                                                                        |
| U 2525          | XXI    | 12. Dez. 1944    | 5. Mai 1945         | × | Keine Feindfahrten. In der Geltinger Bucht bei Flensburg selbst versenkt, Wrack abgebrochen |
| U 2526          | XXI    | 15. Dez. 1944    | 2. Mai 1945         | × | Keine Feindfahrten. In Travemünde selbst versenkt, Wrack abgebrochen |
| U 2527          | XXI    | 23. Dez. 1944    | 2. Mai 1945         | × | Keine Feindfahrten. In Travemünde selbst versenkt, Wrack abgebrochen |
| U 2528          | XXI    | 9. Dez. 1944     | 2. Mai 1945         | × | Keine Feindfahrten. In Travemünde selbst versenkt, Wrack abgebrochen |
| U 2529          | XXI    | 22. Feb. 1945    | 8. Mai 1945         | § | Keine Feindfahrten. Am 8. Mai 1945 in Kristiansund an die Royal Navy übergeben. Diente 1946 bis 1955 als B-28 in der sowjetischen Marine. Danach zwei Jahre zur Stromerzeugung eingesetzt. 1958 abgebrochen                                              |
| U 2530          | XXI    | 30. Dez. 1944    | 20. Feb. 1945       | † | Keine Feindfahrten. Durch einen Bombenangriff am 31. Dezember 1944 versenkt und im Januar gehoben. Am 20. Februar 1945 durch Bomben endgültig versenkt, Wrack abgebrochen                                                                                |
| U 2531          | XXI    | 10. Jan. 1945    | 2. Mai 1945         | × | Keine Feindfahrten. In Travemünde selbst versenkt, Wrack abgebrochen |
| U 2532          | XXI    |                  | 31. Dez. 1944       | † | Durch einen Bombenangriff am 31. Dezember 1944 versenkt und am 17. Januar 1945 aufgegeben |
| U 2533          | XXI    | 18. Jan. 1945    | 3. Mai 1945         | × | Keine Feindfahrten. In Travemünde selbst versenkt, Wrack abgebrochen |
| U 2534          | XXI    | 17. Jan. 1945    | 6. Mai 1945         | × | Keine Feindfahrten. Im Kattegat selbst versenkt. |
| U 2535          | XXI    | 28. Jan. 1945    | 3. Mai 1945         | × | Keine Feindfahrten. In Travemünde selbst versenkt, Wrack abgebrochen |
| U 2536          | XXI    | 6. Feb. 1945     | 3. Mai 1945         | × | Keine Feindfahrten. In Travemünde selbst versenkt, Wrack abgebrochen |
| U 2537          | XXI    |                  |                     |   | Durch einen Bombenangriff am 31. Dezember 1944 versenkt |
| U 2538          | XXI    | 16. Feb. 1945    | 8. Mai 1945         | × | Keine Feindfahrten. Südöstlich der Insel Ærø selbst versenkt. Wrack 1950 abgebrochen |
| U 2539          | XXI    | 21. Feb. 1945    | 3. Mai 1945         | × | Keine Feindfahrten. In Kiel selbst versenkt, Wrack abgebrochen |
| U 2540          | XXI    | 24. Feb. 1945    | 4. Mai 1945         | × | Keine Feindfahrten. Am 4. Mai 1945 nahe Flensburg selbst versenkt. 1957 gehoben und am 1. September 1960 bei der Bundesmarine als Forschungsschiff Wilhelm Bauer in Dienst gestellt. Seit 1984 Museumsboot im Deutschen Schifffahrtsmuseum, Bremerhaven. |
| U 2541          | XXI    | 1. März 1945     | 5. Mai 1945         | × | Keine Feindfahrten. In der Geltinger Bucht bei Flensburg selbst versenkt, Wrack abgebrochen |
| U 2542          | XXI    | 5. März 1945     | 3. Apr. 1945        | × | Keine Feindfahrten. In Kiel durch Bomben versenkt, Wrack abgebrochen |
| U 2543          | XXI    | 7. März 1945     | 3. Mai 1945         | × | Keine Feindfahrten. In Kiel selbst versenkt, Wrack abgebrochen |
| U 2544          | XXI    | 10. März 1945    | 5. Mai 1945         | × | Keine Feindfahrten. Ostsüdöstlich von Aarhus selbst versenkt. 1952 gehoben und abgebrochen. |
| U 2545          | XXI    | 8. Apr. 1945     | 3. Mai 1945         | × | Keine Feindfahrten. In Kiel selbst versenkt, Wrack abgebrochen |
| U 2546          | XXI    | 21. März 1945    | 3. Mai 1945         | × | Keine Feindfahrten. In Kiel selbst versenkt, Wrack abgebrochen |
| U 2547          | XXI    |                  |                     |   | Nach Bombenschäden vom 11. März 1945 selbst versenkt |
| U 2548          | XXI    | 9. Apr. 1945     | 3. Mai 1945         | × | Keine Feindfahrten. In Kiel selbst versenkt, Wrack abgebrochen |
| U 2549          | XXI    |                  |                     |   | Nach Bombenschäden vom 11. März 1945 selbst versenkt |
| U 2550          | XXI    |                  |                     |   | Nach Bombenschäden vom 11. März 1945 selbst versenkt |
| U 2551          | XXI    | 24. Apr. 1945    | 5. Mai 1945         | × | Keine Feindfahrten. Nahe Flensburg selbst versenkt, Wrack abgebrochen |
| U 2552          | XXI    | 21. Apr. 1945    | 3. Mai 1945         | × | Keine Feindfahrten. Im Kieler Hafen selbst versenkt, Wrack abgebrochen |
| U 2553 – U 2564 | XXI    |                  |                     |   | Nicht fertiggestellt |
| U 2565 – U 2762 | XXI    |                  |                     |   | Bau nicht begonnen |
| U 2763 – U 3000 | XXI    |                  |                     |   | Bauauftrag nicht vergeben |

## U 3001–U 3500
| Schiff          | Klasse | Indienststellung | Außerdienststellung |   | Bemerkung |
| --------------- | ------ | ---------------- | ------------------- | - | --- |
| U 3001          | XXI    | 20. Juli 1944    | 3. Mai 1945         | × | Keine Feindfahrten. Nordwestlich von Wesermünde selbst versenkt, Wrack abgebrochen |
| U 3002          | XXI    | 6. Aug. 1944     | 2. Mai 1945         | × | Keine Feindfahrten. In Travemünde selbst versenkt, Wrack abgebrochen |
| U 3003          | XXI    | 22. Aug. 1944    | 4. Apr. 1945        | † | Versuchsboot. In Kiel durch Bomben versenkt, Wrack abgebrochen |
| U 3004          | XXI    | 30. Aug. 1944    | 2. Mai 1945         | † | Keine Feindfahrten. Kurz vor Kriegsende im Bunker Elbe II der Vulkanwerft selbst versenkt. Wrack später teilweise abgebrochen und 2003 bei der Anlage eines Containerterminals zusammen mit den Resten von Elbe II zugeschüttet. |
| U 3005          | XXI    | 20. Sep. 1944    | 3. Mai 1945         | × | Keine Feindfahrten. In Kiel selbst versenkt, Wrack abgebrochen |
| U 3006          | XXI    | 5. Okt. 1944     | 1. Mai 1945         | × | Keine Feindfahrten. In Wilhelmshaven selbst versenkt, Wrack abgebrochen |
| U 3007          | XXI    | 22. Okt. 1944    | 24. Feb. 1945       | † | Keine Feindfahrten. Nahe Bremen durch Bomben versenkt (1 Toter), Wrack abgebrochen |
| U 3008          | XXI    | 19. Okt. 1944    | 1948                | A | Verließ fünf Tage vor Kriegsende Wilhelmshaven zur Patrouille. Wurde ab August 1945 zu Versuchszwecken bei der US Navy als USS U-3008 in Dienst gestellt. Gesunken nach Explosionstests im Mai 1954, Wrack abgebrochen           |
| U 3009          | XXI    | 10. Nov. 1944    | 1. Mai 1945         | × | Keine Feindfahrten. Nahe Wesermünde selbst versenkt, Wrack abgebrochen |
| U 3010          | XXI    | 11. Nov. 1944    | 3. Mai 1945         | × | Keine Feindfahrten. In Kiel selbst versenkt, Wrack abgebrochen |
| U 3011          | XXI    | 21. Dez. 1944    | 3. Mai 1945         | × | Keine Feindfahrten. In Travemünde selbst versenkt, Wrack abgebrochen |
| U 3012          | XXI    | 4. Dez. 1944     | 3. Mai 1945         | × | Keine Feindfahrten. In Travemünde selbst versenkt, Wrack abgebrochen |
| U 3013          | XXI    | 22. Nov. 1944    | 3. Mai 1945         | × | Keine Feindfahrten. In Travemünde selbst versenkt, Wrack abgebrochen |
| U 3014          | XXI    | 17. Dez. 1944    | 3. Mai 1945         | × | Keine Feindfahrten. Nahe Neustadt in Holstein selbst versenkt, Wrack abgebrochen |
| U 3015          | XXI    | 17. Dez. 1944    | 5. Mai 1945         | × | Keine Feindfahrten. In der Geltinger Bucht bei Flensburg selbst versenkt, Wrack abgebrochen |
| U 3016          | XXI    | 5. Jan. 1945     | 2. Mai 1945         | × | Keine Feindfahrten. In Travemünde selbst versenkt, Wrack abgebrochen |
| U 3017          | XXI    | 5. Jan. 1945     | 1949                | A | Keine Feindfahrten. In Horten (Norwegen) der Royal Navy übergeben. Für Versuchszwecke als N 41 in Dienst gestellt. November 1949 abgebrochen                                                                                     |
| U 3018          | XXI    | 7. Jan. 1945     | 2. Mai 1945         | × | Keine Feindfahrten. In Travemünde selbst versenkt, Wrack abgebrochen |
| U 3019          | XXI    | 23. Dez. 1944    | 2. Mai 1945         | × | Keine Feindfahrten. In Travemünde selbst versenkt, Wrack abgebrochen |
| U 3020          | XXI    | 23. Dez. 1944    | 2. Mai 1945         | × | Keine Feindfahrten. In Travemünde selbst versenkt, Wrack abgebrochen |
| U 3021          | XXI    | 12. Jan. 1945    | 2. Mai 1945         | × | Keine Feindfahrten. In Travemünde selbst versenkt, Wrack abgebrochen |
| U 3022          | XXI    | 25. Jan. 1945    | 5. Mai 1945         | × | Keine Feindfahrten. In der Geltinger Bucht bei Flensburg selbst versenkt, Wrack abgebrochen |
| U 3023          | XXI    | 22. Jan. 1945    | 3. Mai 1945         | × | Keine Feindfahrten. In Travemünde selbst versenkt, Wrack abgebrochen |
| U 3024          | XXI    | 13. Jan. 1945    | 3. Mai 1945         | × | Keine Feindfahrten. Nahe Neustadt in Holstein selbst versenkt, Wrack abgebrochen |
| U 3025          | XXI    | 20. Jan. 1945    | 3. Mai 1945         | × | Keine Feindfahrten. In Travemünde selbst versenkt, Wrack abgebrochen |
| U 3026          | XXI    | 22. Jan. 1945    | 3. Mai 1945         | × | Keine Feindfahrten. In Travemünde selbst versenkt, Wrack abgebrochen |
| U 3027          | XXI    | 25. Jan. 1945    | 3. Mai 1945         | × | Keine Feindfahrten. In Travemünde selbst versenkt, Wrack abgebrochen |
| U 3028          | XXI    | 27. Jan. 1945    | 3. Mai 1945         | × | Keine Feindfahrten. In Kiel selbst versenkt |
| U 3029          | XXI    | 5. Feb. 1945     | 3. Mai 1945         | × | Keine Feindfahrten. In der Außenförde bei Kiel selbst versenkt |
| U 3030          | XXI    | 14. Feb. 1945    | 8. Mai 1945         | × | Keine Feindfahrten. In der Eckernförder Bucht bei 54° 30′ 8″ N, 10° 6′ 2″ O selbst versenkt |
| U 3031          | XXI    | 28. Feb. 1945    | 3. Mai 1945         | × | Keine Feindfahrten. In Kiel selbst versenkt, Wrack abgebrochen |
| U 3032          | XXI    | 12. Feb. 1945    | 3. Mai 1945         | † | Keine Feindfahrten. Östlich von Fehmarn bei 54° 26′ 5″ N, 11° 32′ 2″ O von britischen Hawker Typhoon mit Raketen versenkt (36 Tote und 24 Überlebende)                                                                           |
| U 3033          | XXI    | 27. Feb. 1945    | 4. Mai 1945         | × | Keine Feindfahrten. In der Kupfermühlenbucht selbst versenkt, Wrack abgebrochen |
| U 3034          | XXI    | 31. März 1945    | 4. Mai 1945         | × | Keine Feindfahrten. In der Kupfermühlenbucht selbst versenkt, Wrack abgebrochen |
| U 3035          | XXI    | 1. März 1945     | 1955                | A | Keine Feindfahrten. Am 8. Mai 1945 in Stavanger der Royal Navy übergeben. Ab 1946 als B 29 bei der sowjetischen Marine in Dienst, 1958 abgebrochen                                                                               |
| U 3036          | XXI    |                  |                     |   | Durch einen Bombenangriff am 30. März 1945 vor Fertigstellung versenkt |
| U 3037          | XXI    | 3. März 1945     | 3. Mai 1945         | × | Keine Feindfahrten. In Travemünde selbst versenkt, Wrack abgebrochen |
| U 3038          | XXI    | 4. März 1945     | 3. Mai 1945         | × | Keine Feindfahrten. In Kiel selbst versenkt, Wrack abgebrochen |
| U 3039          | XXI    | 8. März 1945     | 3. Mai 1945         | × | Keine Feindfahrten. In Kiel selbst versenkt, Wrack abgebrochen |
| U 3040          | XXI    | 8. März 1945     | 3. Mai 1945         | × | Keine Feindfahrten. In Kiel selbst versenkt, Wrack abgebrochen |
| U 3041          | XXI    | 10. März 1945    | 1955                | A | Keine Feindfahrten. In Horten der Royal Navy übergeben. Ab 1946 als B 30 bzw. PZS 35 bei der sowjetischen Marine in Dienst. 1959 abgebrochen                                                                                     |
| U 3042          | XXI    |                  |                     |   | Durch einen Bombenangriff am 22. Februar 1945 schwer beschädigt und nicht fertiggestellt |
| U 3043          | XXI    |                  |                     |   | Durch einen Bombenangriff am 22. Februar 1945 schwer beschädigt und nicht fertiggestellt |
| U 3044          | XXI    | 27. März 1945    | 25. Mai 1945        | × | Keine Feindfahrten. In der Geltinger Bucht bei Flensburg selbst versenkt, Wrack abgebrochen |
| U 3045          | XXI    |                  |                     |   | Keine Feindfahrten. In Bremen durch einen Bombenangriff am 30. März 1945 kurz vor der Indienststellung versenkt. |
| U 3046          | XXI    |                  |                     |   | Keine Feindfahrten. In Bremen durch einen Bombenangriff am 30. März 1945 kurz vor der Indienststellung versenkt. |
| U 3047 – U 3063 | XXI    |                  |                     |   | Nicht fertiggestellt. U 3054 und U 3061 wurden am 11. März 1945 durch Bombentreffer beschädigt und verschrottet |
| U 3064 – U 3100 | XXI    |                  |                     |   | Bau nicht begonnen |
| U 3101 – U 3176 | XXI    |                  |                     |   | Am 6. Mai 1944 in Auftrag gegeben. Bau noch vor Beginn am 29. Januar 1945 ausgesetzt. Sollten im U-Boot-Bunker "Valentin" nahe Bremen gebaut werden                                                                              |
| U 3177 – U 3295 | XXI    |                  |                     |   | Am 27. September 1944 in Auftrag gegeben. Bau noch vor Beginn am 29. Januar 1945 ausgesetzt. Sollten im U-Boot-Bunker "Valentin" nahe Bremen gebaut werden                                                                       |
| U 3296 – U 3500 | XXI    |                  |                     |   | Bauauftrag nicht vergeben |

## U 3501–U 4000
| Schiff          | Klasse | Indienststellung | Außerdienststellung |   | Bemerkung |
| --------------- | ------ | ---------------- | ------------------- | - | --- |
| U 3501          | XXI    | 29. Juli 1944    | 5. Mai 1945         | × | Keine Feindfahrten. In der westlichen Wesermündung selbst versenkt, Wrack abgebrochen |
| U 3502          | XXI    | 19. Aug. 1944    | 3. Mai 1945         | A | Versuchsboot. Nach Bombenschaden außer Dienst gestellt und abgebrochen |
| U 3503          | XXI    | 9. Sep. 1944     | 8. Mai 1945         | × | Schulungsboot. Westlich von Göteborg selbst versenkt. 1946 gehoben und abgebrochen |
| U 3504          | XXI    | 23. Sep. 1944    | 2. Mai 1945         | × | Keine Feindfahrten. In Wilhelmshaven selbst versenkt, Wrack abgebrochen |
| U 3505          | XXI    | 7. Okt. 1944     | 3. Mai 1945         | † | Keine Feindfahrten. Rettete 110 Flüchtlingskinder aus dem eingeschlossenen Danzig. In Kiel durch Bomben versenkt (1 Toter), Wrack abgebrochen |
| U 3506          | XXI    | 16. Okt. 1944    | 2. Mai 1945         | × | Keine Feindfahrten. Kurz vor Kriegsende im Bunker Elbe II der Vulkanwerft selbst versenkt. Wrack später teilweise abgebrochen und 2003 bei der Anlage eines Containerterminals zusammen mit den Resten von Elbe II zugeschüttet. |
| U 3507          | XXI    | 19. Okt. 1944    | 3. Mai 1945         | × | Keine Feindfahrten. In Travemünde selbst versenkt, Wrack abgebrochen |
| U 3508          | XXI    | 2. Nov. 1944     | 4. März 1945        | † | Keine Feindfahrten. In Wilhelmshaven durch Bomben versenkt, Wrack abgebrochen |
| U 3509          | XXI    | 29. Jan. 1945    | 3. Mai 1945         | × | Keine Feindfahrten. In der westlichen Wesermündung selbst versenkt |
| U 3510          | XXI    | 11. Nov. 1944    | 5. Mai 1945         | × | Keine Feindfahrten. In der Geltinger Bucht bei Flensburg selbst versenkt, Wrack abgebrochen |
| U 3511          | XXI    | 18. Nov. 1944    | 3. Mai 1945         | × | Keine Feindfahrten. In Travemünde selbst versenkt, Wrack abgebrochen |
| U 3512          | XXI    | 27. Nov. 1944    | 8. Apr. 1945        | † | Keine Feindfahrten. In Kiel durch Bomben versenkt, Wrack abgebrochen |
| U 3513          | XXI    | 2. Dez. 1944     | 3. Mai 1945         | × | Keine Feindfahrten. In Travemünde selbst versenkt, Wrack abgebrochen |
| U 3514          | XXI    | 9. Dez. 1944     | 8. Mai 1945         | A | Keine Feindfahrten. Am 8. Mai 1945 in Bergen der Royal Navy übergeben. Im Rahmen der Operation Deadlight als letztes Boot bei 56° 0′ N, 10° 5′ O versenkt |
| U 3515          | XXI    | 14. Dez. 1944    | 1972                | A | Keine Feindfahrten. Am 8. Mai 1945 in Horten der Royal Navy übergeben. Ab 1946 als B-27, BS-28 bzw. UTS-3 bei der sowjetischen Marine in Dienst, 1973 abgebrochen |
| U 3516          | XXI    | 18. Dez. 1944    | 2. Mai 1945         | × | Keine Feindfahrten. In Travemünde selbst versenkt, Wrack abgebrochen |
| U 3517          | XXI    | 22. Dez. 1944    | 2. Mai 1945         | × | Keine Feindfahrten. In Travemünde selbst versenkt, Wrack abgebrochen |
| U 3518          | XXI    | 29. Dez. 1944    | 3. Mai 1945         | × | Keine Feindfahrten. In Kiel selbst versenkt, Wrack abgebrochen |
| U 3519          | XXI    | 6. Jan. 1945     | 2. März 1945        | † | Keine Feindfahrten. Nördlich von Warnemünde bei 54° 11′ N, 12° 5′ O auf eine Mine gelaufen und gesunken (75 Tote und drei Überlebende) |
| U 3520          | XXI    | 12. Jan. 1945    | 31. Jan. 1945       | † | Keine Feindfahrten. Nach nur 19 Tagen nordöstlich von Bülk bei 54° 28′ N, 10° 12′ O auf eine Mine gelaufen und gesunken (alle 85 Mann tot) |
| U 3521          | XXI    | 14. Jan. 1945    | 2. Mai 1945         | × | Keine Feindfahrten. In Travemünde selbst versenkt, Wrack abgebrochen |
| U 3522          | XXI    | 21. Jan. 1945    | 2. Mai 1945         | × | Keine Feindfahrten. In Travemünde selbst versenkt, Wrack abgebrochen |
| U 3523          | XXI    | 23. Jan. 1945    | 6. Mai 1945         | † | Keine Feindfahrten. Östlich von Aarhus bei 57° 52′ N, 10° 49′ O von einer britischen B-24 Liberator mit Wasserbomben versenkt (alle 58 Mann tot) |
| U 3524          | XXI    | 26. Jan. 1945    | 5. Mai 1945         | × | Keine Feindfahrten. In der Geltinger Bucht bei Flensburg selbst versenkt, Wrack abgebrochen |
| U 3525          | XXI    | 31. Jan. 1945    | 3. Mai 1945         | × | Keine Feindfahrten. Am 30. April durch Bomben in der Ostsee beschädigt. In Kiel selbst versenkt, Wrack abgebrochen |
| U 3526          | XXI    | 22. März 1945    | 5. Mai 1945         | × | Keine Feindfahrten. In der Geltinger Bucht bei Flensburg selbst versenkt, Wrack abgebrochen |
| U 3527          | XXI    | 10. März 1945    | 5. Mai 1945         | × | Keine Feindfahrten. In der westlichen Wesermündung selbst versenkt, Wrack abgebrochen |
| U 3528          | XXI    | 18. März 1945    | 5. Mai 1945         | × | Keine Feindfahrten. In der westlichen Wesermündung selbst versenkt, Wrack abgebrochen |
| U 3529          | XXI    | 22. März 1945    | 5. Mai 1945         | × | Keine Feindfahrten. In der Geltinger Bucht bei Flensburg selbst versenkt, Wrack abgebrochen |
| U 3530          | XXI    | 22. März 1945    | 3. Mai 1945         | × | Keine Feindfahrten. In Kiel selbst versenkt, Wrack abgebrochen |
| U 3531 – U 3537 | XXI    |                  |                     |   | Beinahe fertiggestellt. Nach Wesermünde geschleppt und abgebrochen |
| U 3538 – U 3542 | XXI    |                  |                     |   | Am 6. Mai 1944 in Auftrag gegeben, Bau am 29. Januar 1945 ausgesetzt. Bei der Eroberung Danzigs durch die Rote Armee am 30. März 1945 noch unfertig auf der Schichau-Werft. Ab 12. April 1945 als russische U-Boote TS-7, TS-8, TS-9, TS-10, TS-11 und TS-12 bezeichnet, am 8. März 1947 in R-1, R-2, R-3, R-4 und R-5 umbenannt und am 20. Februar 1948 abgewrackt                                      |
| U 3543 – U 3553 | XXI    |                  |                     |   | Am 6. Mai 1944 in Auftrag gegeben, Bau am 29. Januar 1945 ausgesetzt. Bei der Eroberung Danzigs durch die Rote Armee am 30. März 1945 hatte die Kiellegung noch nicht stattgefunden, nur die vorgefertigten Sektionen waren vorhanden. Ab 12. April 1945 als russische U-Boote TS-13, TS-15, TS-17, TS-18, TS-19, TS-32, TS-33, TS-34, TS-35, TS-36 und TS-37 bezeichnet und am 9. April 1947 abgewrackt |
| U 3554 – U 3557 | XXI    |                  |                     |   | Bauauftrag nicht vergeben |
| U 3558 – U 3571 | XXI    |                  |                     |   | Am 6. November 1943 in Auftrag gegeben, Bau am 29. Januar 1945 ausgesetzt. Einige der Sektionen waren vorhanden |
| U 3572 – U 3642 | XXI    |                  |                     |   | Am 6. Mai 1944 in Auftrag gegeben. Bau noch vor Beginn am 29. Januar 1945 ausgesetzt |
| U 3643 – U 3695 | XXI    |                  |                     |   | Am 27. September 1944 in Auftrag gegeben. Bau noch vor Beginn am 1. Dezember 1944 ausgesetzt |
| U 3696 – U 4000 | XXI    |                  |                     |   | Bauauftrag nicht vergeben |

## U 4001–U 4500
| Schiff          | Klasse | Indienststellung | Außerdienststellung |  | Bemerkung |
| --------------- | ------ | ---------------- | ------------------- |  | --- |
| U 4001 – U 4120 | XXIII  |                  |                     |  | Am 23. November 1944 in Auftrag gegeben. Bereits am 12. Oktober 1944 wurde der Bau weiterer Typ-XXIII-U-Boote nach Fertigstellung des 67. U-Bootes abgelehnt. Die Bedeutung dieses Auftrages ist deshalb unklar |
| U 4121 – U 4500 | XXIII  |                  |                     |  | Bauauftrag nicht vergeben |

## U 4501–U 4870
| Schiff          | Klasse | Indienststellung | Außerdienststellung |   | Bemerkung |
| --------------- | ------ | ---------------- | ------------------- | - | --- |
| U 4501 – U 4600 | XXVI W |                  |                     |   | Wurden unfertig abgebrochen oder nie gebaut |
| U 4601 – U 4700 | XXVI W |                  |                     |   | Bauauftrag nicht vergeben |
| U 4701          | XXIII  | 10. Jan. 1945    | 5. Mai 1945         | × | Keine Feindfahrten. Im Höruper Haff selbst versenkt, Wrack abgebrochen                                                                                |
| U 4702          | XXIII  | 12. Jan. 1945    | 5. Mai 1945         | × | Keine Feindfahrten. In der Geltinger Bucht bei Flensburg selbst versenkt, Wrack abgebrochen                                                           |
| U 4703          | XXIII  | 21. Jan. 1945    | 5. Mai 1945         | × | Keine Feindfahrten. In der Geltinger Bucht bei Flensburg selbst versenkt, Wrack abgebrochen                                                           |
| U 4704          | XXIII  | 14. März 1945    | 5. Mai 1945         | × | Keine Feindfahrten. Im Höruper Haff selbst versenkt, Wrack abgebrochen                                                                                |
| U 4705          | XXIII  | 2. Feb. 1945     | 3. Mai 1945         | × | Keine Feindfahrten. In Kiel selbst versenkt, Wrack abgebrochen                                                                                        |
| U 4706          | XXIII  | 4. Feb. 1945     | 1954                | A | Keine Feindfahrten. In Kristiansund an die Royal Navy übergeben. Ab 1948 im Dienst der norwegischen Marine als KNM Knerter, 1954 abgebrochen          |
| U 4707          | XXIII  | 20. Feb. 1945    | 5. Mai 1945         | × | Keine Feindfahrten. In der Geltinger Bucht bei Flensburg selbst versenkt, Wrack abgebrochen                                                           |
| U 4708          | XXIII  |                  |                     |   | Wurde am 9. April 1945 bei einem alliierten Luftangriff schwer beschädigt und sank im Kilian-Bunker, Kiel. Dabei starben 6 Menschen.                  |
| U 4709          | XXIII  | 3. März 1945     | 4. Mai 1945         | × | Keine Feindfahrten. In Kiel selbst versenkt, Wrack abgebrochen                                                                                        |
| U 4710          | XXIII  | 1. Mai 1945      | 5. Mai 1945         | × | Keine Feindfahrten. In der Geltinger Bucht bei Flensburg selbst versenkt, Wrack abgebrochen                                                           |
| U 4711          | XXIII  | 21. März 1945    | 4. Mai 1945         | × | Keine Feindfahrten. In Kiel selbst versenkt, Wrack abgebrochen                                                                                        |
| U 4712          | XXIII  | 3. Apr. 1945     | 3. Mai 1945         | × | Keine Feindfahrten. In Kiel selbst versenkt, Wrack abgebrochen                                                                                        |
| U 4713          | XXIII  |                  |                     |   | Am 7. Juli 1944 in Auftrag gegeben, am 19. April 1945 zu Wasser gelassen. Bis Kriegsende nicht einsatzbereit, am 3. Mai 1945 in Kiel selbst versenkt. |
| U 4714          | XXIII  |                  |                     |   | Am 7. Juli 1944 in Auftrag gegeben, am 26. April 1945 zu Wasser gelassen. Bis Kriegsende nicht einsatzbereit, am 3. Mai 1945 in Kiel selbst versenkt. |
| U 4715 – U 4718 | XXIII  |                  |                     |   | Nicht fertiggestellt |
| U 4719 – U 4748 | XXIII  |                  |                     |   | Bau nicht begonnen. Einzelne Teile waren bei der Deutschen Werft in Arbeit, wurden aber nicht mehr ausgeliefert                                       |
| U 4749 – U 4750 |        |                  |                     |   | Bauauftrag nicht vergeben |
| U 4751 – U 4870 | XXIII  |                  |                     |   | Bau nicht begonnen. Einzelne Teile waren bei der Deutschen Werft in Arbeit, wurden aber nicht mehr ausgeliefert                                       |